# 蘇哈亞鄉
43°44′N 25°15′E / 43.733°N 25.250°E
蘇哈亞鄉（羅馬尼亞語：Comuna Suhaia, Teleorman）是羅馬尼亞的鄉份，位於該國南部，由特列奧爾曼縣負責管轄，面積75平方公里，海拔高度84米，2007年人口2,565，人口密度每平方公里34人。